# 五十狭城入彦皇子
五十狭城入彦皇子（いさきいりひこのみこ、生没年不詳）は、『日本書紀』等に伝わる古代日本の皇族。
『日本書紀』では「五十狭城入彦皇子」、他文献では「五十狭城入彦命」とも表記される。『古事記』に記載はなく、『日本書紀』でも事績に関する記載はない。
第12代景行天皇の皇子である。

## 系譜
『日本書紀』によれば、第12代景行天皇と、後皇后の八坂入媛命との間に生まれた7男6女のうち、10番目に生まれた皇子である。
『先代旧事本紀』「天皇本紀」においても景行天皇皇子として五十狭城入彦の名が見え、さらに同書では五十狭城入彦が三河長谷部直の祖であるとする。
また『新撰姓氏録』左京皇別 御使朝臣条・右京皇別 御立史条では、景行天皇皇子の気入彦命（けいりひこのみこと）が応神天皇の命により、逃亡した宮室の雑使らを三河国で捕えたと見える。この「気入彦命」の記載は『日本書紀』『古事記』には無いため、五十狭城入彦と同一視する説がある。

## 墓

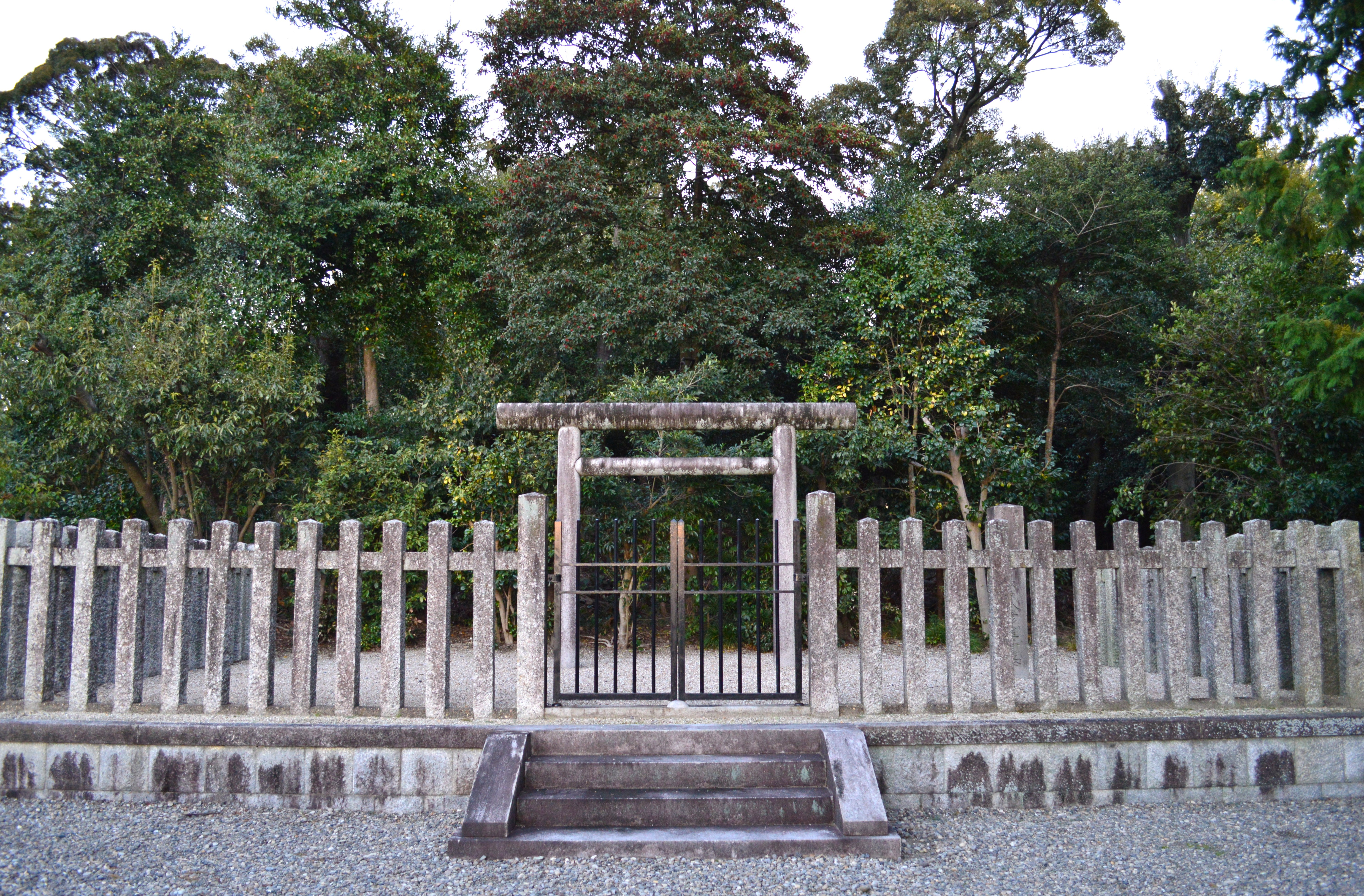
五十狭城入彦皇子墓
（愛知県岡崎市）

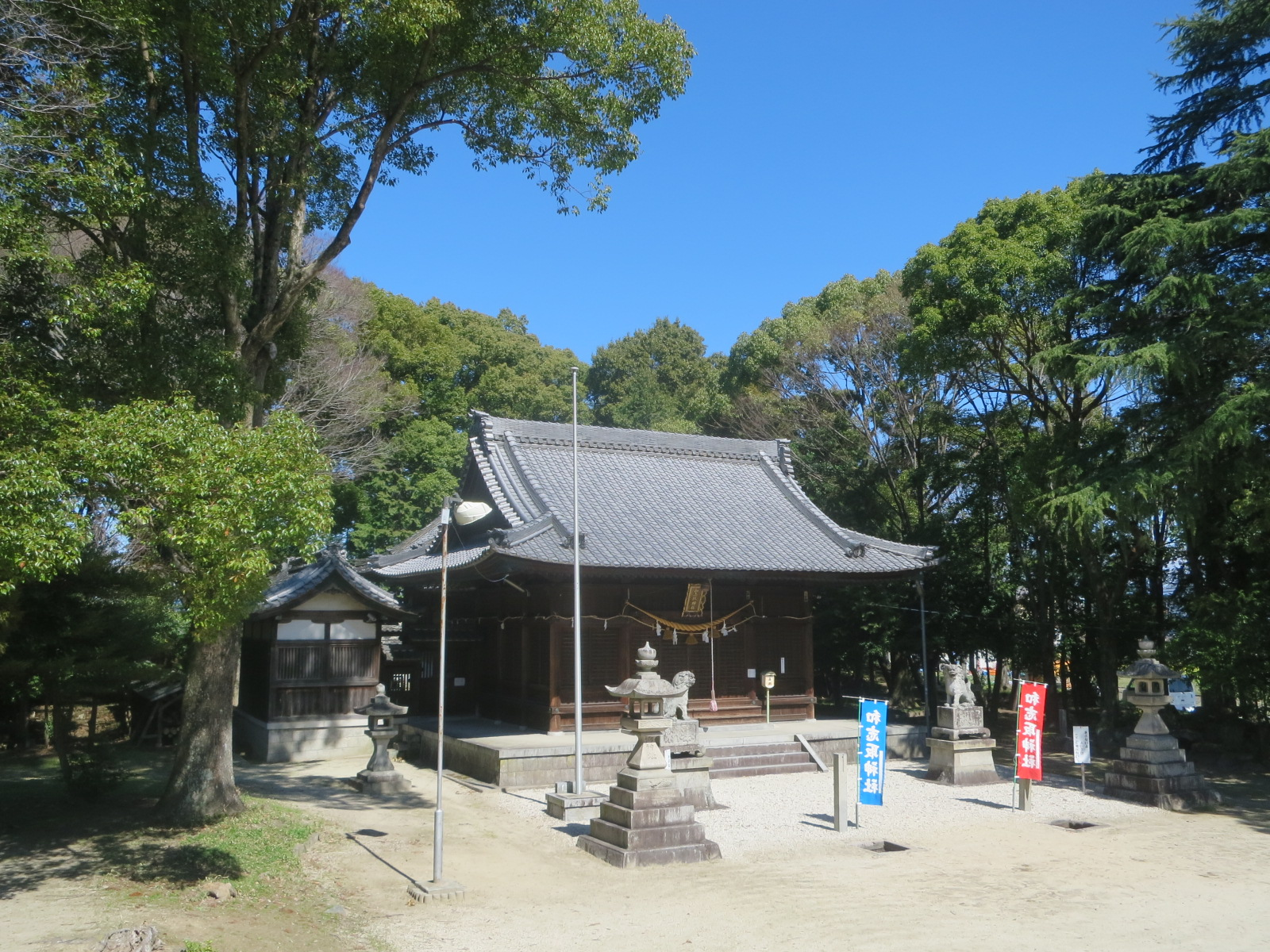
和志取神社（愛知県岡崎市）

墓は、宮内庁により愛知県岡崎市西本郷町和志山にある五十狭城入彦皇子墓（北緯34度57分57.79秒 東経137度7分8.97秒 / 北緯34.9660528度 東経137.1191583度）に治定されている。遺跡名は「和志山古墳（わしやまこふん）」。墳丘長58メートル（推定復元60-80メートル）の前方後円墳で、4世紀末から5世紀初頭頃の築造と推定される。
明治28年（1895年）に宮内省（現・宮内庁）により陵墓伝説地（被葬候補者：気入彦命）に指定されたのち、明治29年（1896年）には墳丘上にあった薬師堂・石塔が撤去され、大正15年（1926年）頃に「矢作陵墓参考地」に名称変更、昭和16年（1941年）に五十狭城入彦皇子墓に治定されている。
また同古墳の北側には宇頭古墳群最大の前方後円墳である宇頭大塚古墳があり、南東の方向には、式内社論社の和志取神社（岡崎市西本郷町御立）が鎮座する。同神社は五十狭城入彦を祭神に祀るとともに、五十狭城入彦が逆臣の大王主（大任主）を当地で討ったとする由緒を伝えている。西本郷の地は、東本郷と併せて『和名抄』に見える三河国碧海郡谷部郷（はせべごう）に比定されることから、五十狭城入彦後裔の長谷部氏が同地に来住したとする説もある。